# Водолазово (присілок)
Водола́зово (рос. Водолазово) — присілок у складі Катайського району Курганської області, Росія. Входить до складу Нікітинської сільської ради.
Населення — 33 особи (2010, 34 у 2002).
Національний склад станом на 2002 рік: росіяни — 91 %.